# 比蘇奇火山
比蘇奇火山是非洲東非大裂谷維龍加山脈的活火山，位於戈馬東北35公里的盧旺達和剛果民主共和國接壤邊境，毗鄰基伏湖，有維龍加山脈中最大的火山湖。在盧旺達境內的比蘇奇火山頂峰沒有積雪，周圍只有霧氣。